# Равиця-Нова
Равиця-Нова (пол. Rawica Nowa) — село в Польщі, у гміні Тчув Зволенського повіту Мазовецького воєводства.
У 1975-1998 роках село належало до Радомського воєводства.